# Clash of Champions 2020
Clash of Champions (2020) was een professioneel worstel-pay-per-view (PPV) en WWE Network evenement dat georganiseerd werd door WWE voor hun Raw en SmackDown brands. Het was de 4e editie van Clash of Champions en vond plaats op 27 september 2020 in het Amway Center (ThunderDome met virtueel publiek) in Orlando, Florida.
Alle kampioenschappen van Raw en SmackDown werden verdedigd, behalve het WWE Women's Tag Team Championship, omdat de huidige kampioenen niet medisch goedgekeurd waren om de titels te verdedigden.

## Matches
| Nr. | Match                                                                                            | Winnaar(s)                 | Opmerkingen | Bron  |
| --- | ------------------------------------------------------------------------------------------------ | -------------------------- | --- | ----- |
| 1P  | Shinsuke Nakamura & Cesaro (c) vs. Lucha House Party (Kalisto & Lince Dorado) (met Gran Metalik) | Shinsuke Nakamura & Cesaro | Tag team match voor het WWE SmackDown Tag Team Championship. | [ 3 ] |
| 2   | Sami Zayn (c) vs. Jeff Hardy (c) vs. AJ Styles                                                   | Sami Zayn (nc)             | Triple Threat Ladder match voor het Undisputed WWE Intercontinental Championship. Er waren 2 IC Championships boven de ring gehangen, 1 van Hardy en 1 van Zayn. Sinds dat Zayn de match won, was hij Undisputed Intercontinental Champion. | [ 3 ] |
| 3   | Asuka (c) vs. Zelina Vega                                                                        | Asuka                      | Eén-op-één match voor het WWE Raw Women's Championship. | [ 3 ] |
| 4   | Bobby Lashley (c) (met MVP & Shelton Benjamin) vs. Apollo Crews (met Ricochet)                   | Bobby Lashley              | Eén-op-één match voor het WWE U.S. Championship | [ 3 ] |
| 5   | The Street Profits (Montez Ford & Angelo Dawkins) (c) vs. Andrade & Angel Garza                  | The Street Profits         | Tag team match voor het WWE Raw Tag Team Championship. | [ 3 ] |
| 6   | Asuka vs. Bayley (c)                                                                             | Asuka                      | Eén-op-één match voor het WWE SmackDown Women's Championship. Asuka won door diskwalificatie, maar won de titel niet. | [ 3 ] |
| 7   | Drew Mcintyre (c) vs. Randy Orton                                                                | Drew Mcintyre              | Ambulance match voor het WWE Championship. | [ 3 ] |
| 8   | Roman Reigns (c) (met Paul Heyman) vs. Jey Uso                                                   | Roman Reigns               | Eén-op-één match voor het WWE Universal Championship. Reigns won door TKO. | [ 3 ] |